# Valča
Valča (ungarisch Valcsa) ist eine Gemeinde im Norden der Slowakei mit 1802 Einwohnern (Stand 31. Dezember 2024), die zum Okres Martin, einem Teil des Žilinský kraj gehört und zur traditionellen Landschaft Turz gezählt wird.

## Geographie

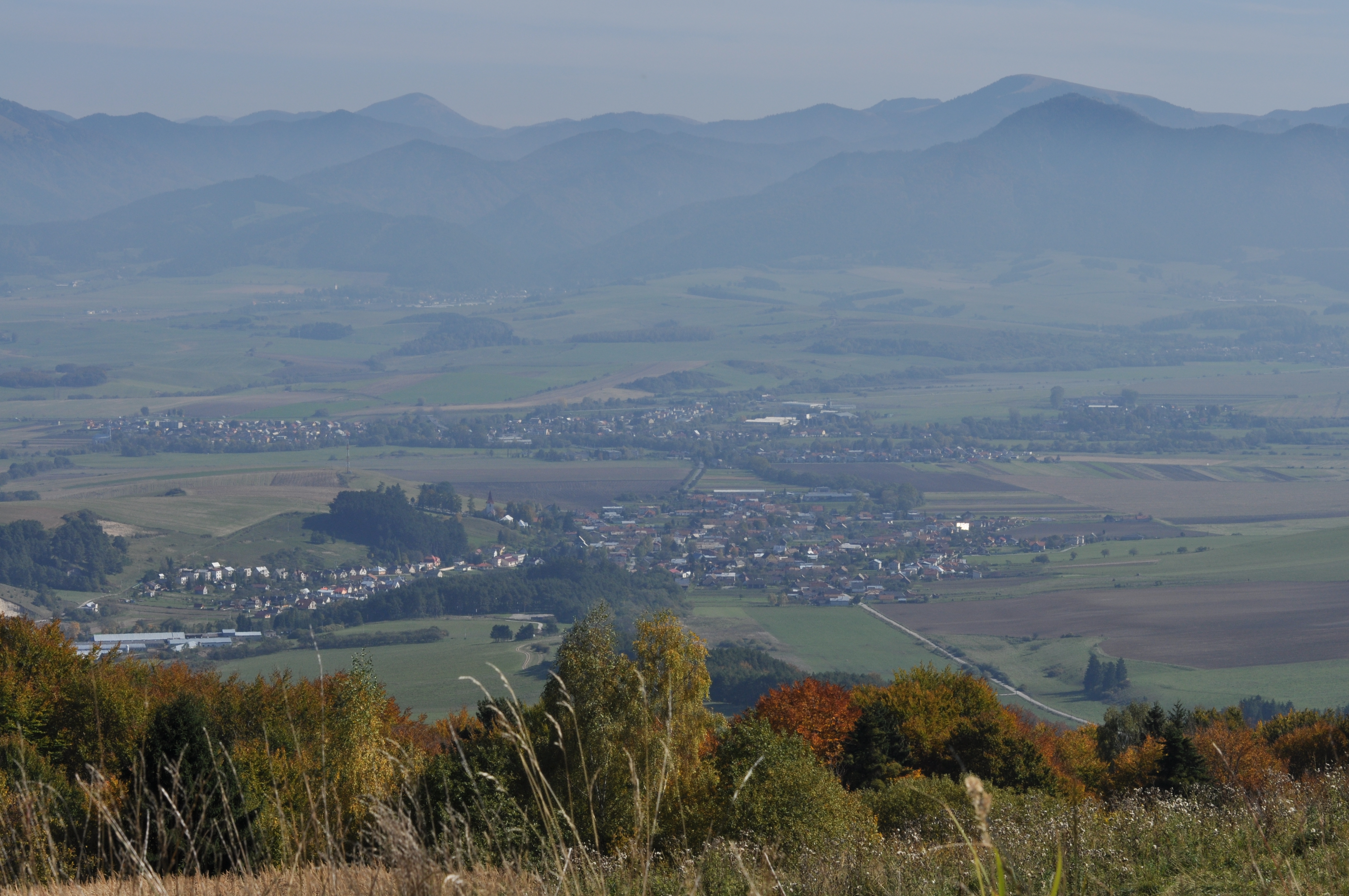
Blick auf den Ort

Die Gemeinde befindet sich im Westteil des Talkessels Turčianska kotlina am Übergang in die westlich gelegene Kleine Fatra. In Valča fließen die Bäche Valčiansky potok und Sloviansky potok zusammen und das entstandene Flüsschen mündet im Nachbarort Benice in den Turiec. Neben dem eigentlichen Ort umfasst das 32,23 km² große Gemeindegebiet auch Täler der zwei Bäche bis zum Hauptkamm der Kleinen Fatra. Das Ortszentrum liegt auf einer Höhe von 477 m n.m. und ist 15 Kilometer von Martin entfernt.
Im Tal des Sloviansky potok entspringt eine schwefelhaltige Mineralquelle namens Smradľavka (etwa: Stinkwasser).
Nachbargemeinden sind Trnovo im Norden, Benice im Osten, Ležiachov und Slovany im Süden, auf einem kurzen Stück Kláštor pod Znievom im Westen, Rajec und Kunerad über die Kleine Fatra im Westen und auf einem kurzen Stück Trebostovo im Nordwesten.

## Geschichte

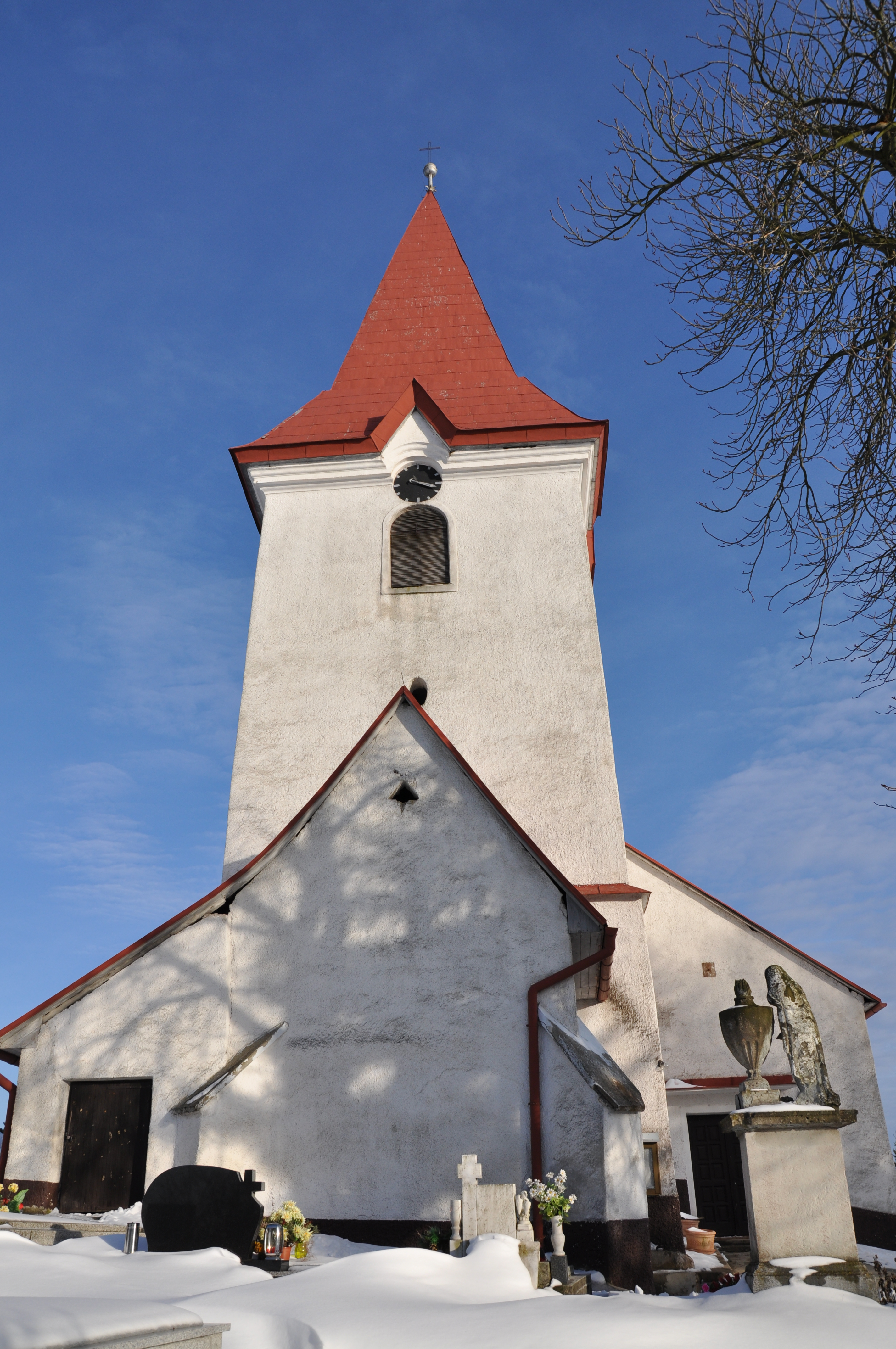
Kirche von Valča

Valča wurde zum ersten Mal 1252 als Wolka schriftlich erwähnt und ist nach Volka, einem Sohn des comes Radon von Príbovce, benannt. Das Dorf gehörte zum Herrschaftsgut von Zniev, zum Ende des 18. Jahrhunderts einer Kammer und im 19. Jahrhundert einem Studienfonds. 1828 zählte man 120 Häuser und 1.163 Einwohner, die in Land- und Forstwirtschaft, aber auch als Ölpresser und Safranverarbeiter beschäftigt waren.
Bis 1918 gehörte der im Komitat Turz liegende Ort zum Königreich Ungarn und kam danach zur Tschechoslowakei beziehungsweise heute Slowakei.

## Bevölkerung
| Jahr                | 1994 | 2004    | 2014    | 2024     |
| ------------------- | ---- | ------- | ------- | -------- |
| Anzahl der Personen | 1409 | 1502    | 1630    | 1802     |
| Unterschied         |      | +6,60 % | +8,52 % | +10,55 % |

| Jahr                | 2023 | 2024    |
| ------------------- | ---- | ------- |
| Anzahl der Personen | 1804 | 1802    |
| Unterschied         |      | −0,11 % |

Nach der Volkszählung 2011 wohnten in Valča 1532 Einwohner, davon 1414 Slowaken, 12 Tschechen, drei Mährer und zwei Russinen; drei Einwohner waren anderer Ethnie. 98 Einwohner machte keine Angabe. 1164 Einwohner bekannten sich zur römisch-katholischen Kirche, 73 Einwohner zur evangelischen Kirche A. B., neun Einwohner zur evangelisch-methodistischen Kirche, fünf Einwohner zur griechisch-katholischen Kirche, vier Einwohner zur evangelistischen Kirche, zwei Einwohner zur reformierten Kirche und ein Einwohner zu den Mormonen; sieben Einwohner waren anderer Konfession. 150 Einwohner waren konfessionslos und bei 117 Einwohnern ist die Konfession nicht ermittelt.
Ergebnisse nach der Volkszählung 2001 (1435 Einwohner):
| Nach Ethnie: - 98,75 % Slowaken - 0,84 % Tschechen - 0,21 % Mährer | Nach Konfession: - 86,13 % römisch-katholisch - 5,64 % konfessionslos - 4,39 % keine Angabe - 3,41 % evangelisch - 0,14 % orthodox |

## Sehenswürdigkeiten
- römisch-katholische Kreuzerhöhungskirche (auch Helenakirche) im Frührenaissance-Stil aus dem 16. Jahrhundert, im 17. Jahrhundert erweitert
- Landschloss im klassizistischen Stil aus dem zweiten Drittel des 19. Jahrhunderts